# Humanity Star

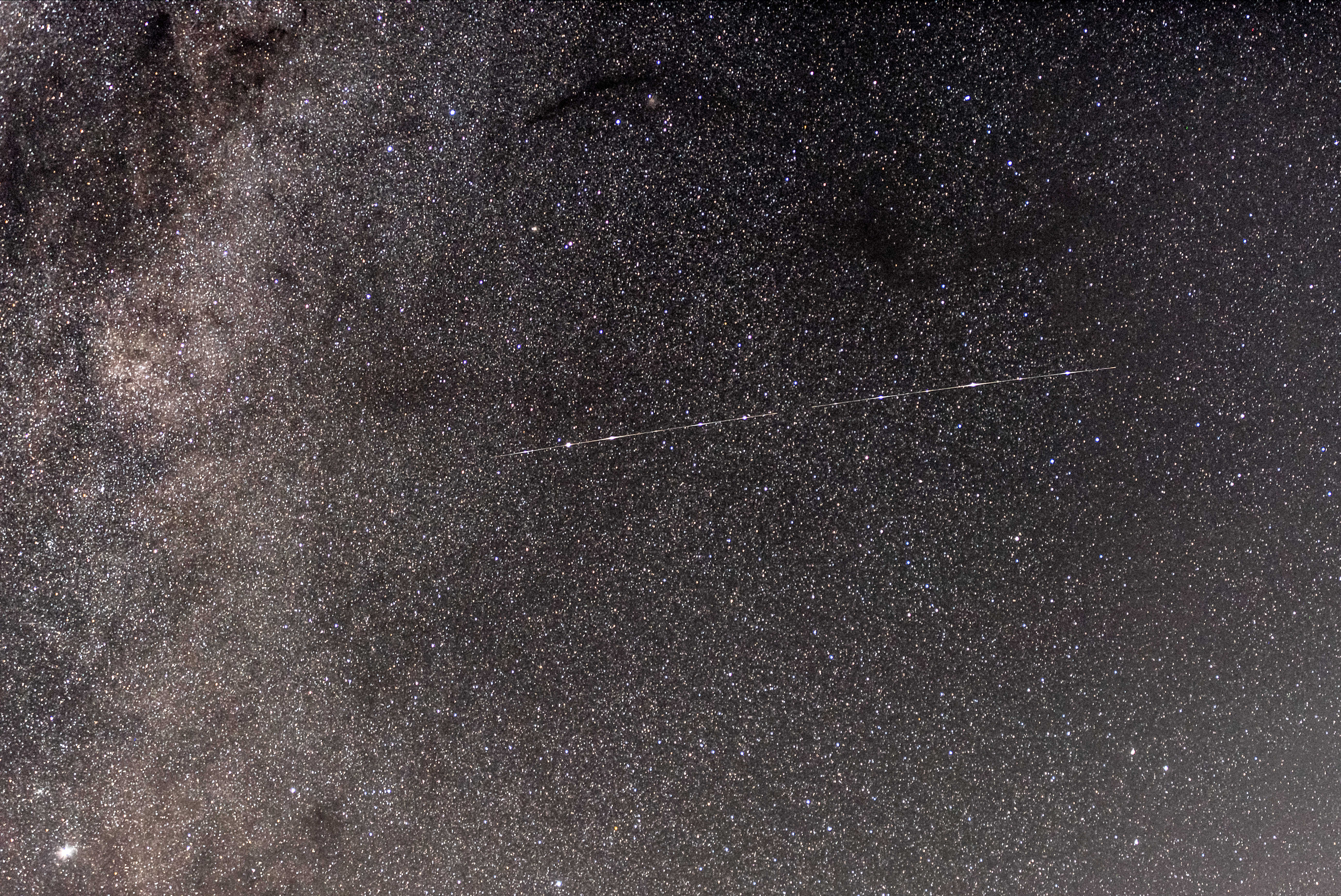
Flare (Lichtreflexion) von Humanity Star, am 16. Februar 2018 aufgenommen

Humanity Star war ein Satellit des US-amerikanisch-neuseeländischen Raumfahrtunternehmens Rocket Lab und der erste neuseeländische Satellit. Er wurde am 21. Januar 2018 mit dem ersten erfolgreichen Start der Electron-Rakete vom Rocket Lab Launch Complex 1 zusammen mit drei Cubesats in eine erdnahe Umlaufbahn gebracht.

## Aufbau und Zweck
Humanity Star wog etwa 8 kg und bestand aus einer etwa 1 m großen Kugel aus Kohlenstofffasern, die ähnlich wie eine Diskokugel mit 76 Spiegeln bedeckt war. Der sich drehende Satellit sollte damit wie ein Blinklicht regelmäßig Sonnenlicht zur Erde reflektieren und so kurzzeitig zum hellsten Stern am Himmel werden. Laut Peter Beck, Gründer von Rocket Lab, hatte Humanity Star eine deutlich größere Rückstrahlfläche als Iridium-Satelliten, die die lichtstarken Iridium-Flares produzieren.
Humanity Star erfüllte keinen wissenschaftlichen Zweck, sondern drückte Becks Weltanschauung aus, dass die Menschheit durch die Raumfahrt ihr Leben auf der Erde verbessern könne. Er sei auch Teil von Rocket Labs Ziel, den Weltraum zu demokratisieren.
Schon beim ersten Start der Electron-Rakete im Mai 2017 war ein Humanity Star an Bord, der jedoch nach einer Fehlfunktion der zweiten Stufe der Rakete verloren ging. Die Existenz der Satelliten wurde erst nach dem zweiten, erfolgreichen Start bekannt gegeben.
Der ähnlich aufgebaute Experimental Geodetic Satellite befindet sich seit 1986 im Weltraum, ist aber aufgrund seiner höheren Umlaufbahn und kleinerer Spiegel deutlich lichtschwächer.

## Umlaufbahn
Seine Umlaufbahn hatte eine Periodendauer von etwa 93 min und wies eine hohe Bahnneigung von 82,9° auf. Damit war er von überall auf der Erde während der Dämmerung sichtbar. Ursprünglich war beabsichtigt, dass der Satellit etwa neun Monate in der Umlaufbahn bleiben sollte. Am 22. März 2018 war er jedoch so weit abgesunken, dass er gegen 13:15 Uhr UTC beim Wiedereintritt in die Erdatmosphäre verglühte.

## Kritik
Astronomen wie Michael E. Brown kritisierten die „Discokugel“ im All als „Space-Graffiti“, das den ohnehin unter Lichtverschmutzung leidenden Nachthimmel zusätzlich verunziere.